# Polytrichum schlumbergeri
Polytrichum schlumbergeri là một loài Rêu trong họ Polytrichaceae. Loài này được (Schimp.) Kindb. miêu tả khoa học đầu tiên năm 1888.